# 계북중학교
계북중학교(溪北中學校)는 대한민국 전북특별자치도 장수군 계북면 어전리에 있는 공립 중학교이다.

## 학교 연혁
- 1974년 12월 27일 : 계북중학교 9학급 설립 인가
- 1975년 3월 6일 : 계북초등학교에서 입학식 거행
- 1975년 5월 20일 : 교사 개교식 거행
- 1978년 1월 18일 : 제1회 졸업식(120명)
- 2023년 12월 29일 : 제47회 8명 졸업(총 2,881명)
- 2024년 3월 1일 : 제19대 송미해 교장 부임

## 참고 자료
- 계북중학교 - 한국교육학술정보원 학교알리미